# Hirundapus giganteus
Hirundapus giganteus е вид птица от семейство Бързолетови (Apodidae).

## Разпространение
Видът е разпространен в Бангладеш, Бруней, Виетнам, Индия, Индонезия, Камбоджа, Лаос, Малайзия, Мианмар, Сингапур, Тайланд, Филипините и Шри Ланка.